# کلاه سیلندری (فیلم)
«کلاه سیلندری» (انگلیسی: Top Hat) فیلمی در ژانر کمدی رمانتیک و موزیکال به کارگردانی مارک سندریچ است که در سال ۱۹۳۵ منتشر شد.

## بازیگران
- جینجر راجرز
- فرد آستر
- اریک رودس
- ادوارد اورت هورتون
- هلن برودریک
- لوسیل بال